# محمد صالح عباس
محمد صالح بن عباس (25 أغسطس 1929 - 16 يناير 2021) كان رئيس المحكمة العليا الماليزية (المحكمة الاتحادية الماليزية سابقا). أقيل من منصبه خلال الأزمة الدستورية الماليزية عام 1988. أُدين هذا الإجراء دوليًا واعتبر على نطاق واسع أنه الحدث الذي أدى إلى انخفاض ملحوظ في استقلال القضاء الماليزي.

## النشأة
وُلد صالح في كامبونج راجا، بيسوت، تيرينجانو. سافر في عام 1949 إلى المملكة المتحدة، حيث درس القانون في جامعة ويلز، أبيريستويث. عندما عاد عام 1957، التحق بالخدمة القانونية. ثم عمل قاضيًا في كوتا بارو، كيلانتان. بعد فترة وجيزة من الاستقلال في نفس العام، نُقل إلى العاصمة الوطنية كوالالمبور، حيث شغل منصب نائب المدعي العام. ثم عاد إلى بريطانيا للحصول على درجة الماجستير في القانون الدولي والدستور من جامعة لندن. عاد في عام 1962، حيث عُين مستشارًا قانونيًا للدولة ونائب المدعي العام لكل من نيغيري سمبيلان وميلاكا. عاد إلى كوالالمبور بعد عام، وشغل عدة مناصب تحت إشراف المدعي العام، وكان أعلاها تعيينه «محامي عام».
في سن الخمسين، أراد التقاعد، لكن رئيس المحكمة الاتحادية آنذاك تون سفيان هاشم أقتعه بالتراجع عن قراره. عُين صالح قاضيا في المحكمة الاتحادية. على الرغم من أنه كان يشعر بالملل من ذلك العمل، إلا أنه استمر به. عندما تقاعد سفيان عام 1982 وحل محله رجاء أزلان شاه، أصبح صالح رئيس قضاة مالايا. في غضون عامين، توفي سلطان بيراك، وأُجبر رجاء أزلان على الاستقالة لتولي العرش، وأصبح صالح رئيسًا للمحكمة في عام 1984.
خلال فترة ولاية صالح، أصبحت المحكمة الاتحادية رسميًا أعلى محكمة في البلاد. ففي السابق، كان من الممكن استئناف قراراتها أمام مجلس الملكة البريطاني الخاص، ولكن بسبب القلق بشأن هذا الإرث الاستعماري، جرى قطع الارتباط رسميًا. أعرب صالح في وقت لاحق عن أسفه بشأن هذا الأمر، لأنه يعتقد أنه ربما لم يكن ليُطرد لو جرى الحفاظ على الارتباط بمجلس الملكة الخاص. في عام 1985، تغير اسم المحكمة الاتحادية إلى المحكمة العليا.

## الأزمة الدستورية
كانت المنظمة الوطنية المالايوية المتحدة (UMNO) هي الحزب الرئيسي وزعيم تحالف باريسان الوطني الحاكم (BN)، ومن المفترض أن يصبح رئيسها رئيس وزراء ماليزيا. في انتخابات قيادة UMNO عام 1987، تنافس رزالي حمزة (Tengku Razaleigh Hamzah) ضد رئيس الحزب -آنذاك- ورئيس الوزراء مهاتير محمد، ولكن حصل مهاتير على 761 صوتًا مقابل 718 صوتًا لرزالي، وبقي مهاتير رئيسًا. رفض العديد من أنصار رزالي قبول ذلك، وجادلوا بأن الانتخابات لم تكن نظيفة. أقام 12 عضوًا من UMNO دعوى في المحكمة العليا، في محاولة للحصول على أمر من المحكمة لإجراء انتخابات جديدة. وكجزء من أدلتهم، قدموا مزاعم بأن 78 مندوباً من أصل 1,479 مندوباً مؤهلين للتصويت في الانتخابات كانوا غير قانونيين، وأن العديد من الوثائق المشاركة في الانتخابات قد جرى العبث بها. في وقت لاحق، انسحب أحد المدعين من الدعوى. على الرغم من أن رزالي لم يكن متورطًا في القضية، إلا أنه كان يُعتقد على نطاق واسع أنه كان يمول ويدعم الدعوى.
في 30 سبتمبر 1987، منحت المحكمة العليا الطرفين أسبوعين للتوصل إلى تسوية تفاوضية. تشكلت «لجنة الوحدة» للتفاوض بين معسكري مهاتير ورازالي، لكن سرعان ما بدا أن الخلافات لا نهاية لها. أراد أنصار رزالي إجراء انتخابات جديدة، بينما أصر أنصار مهاتير على أن الانتخابات منتهية وأن يقبل معسكر رزالي حلاً وسطًا «يحفظ ماء الوجه». في 19 أكتوبر، أعلن المدعون استمرار الدعوى.
بدأ مهاتير محمد، في الإدلاء بتصريحات ساخنة حول القضاء في هذا الوقت. بعد فترة وجيزة، نُقل تسعة قضاة من أعضاء المحكمة العليا إلى أقسام مختلفة. حيث نُقل القاضي هارون هاشم، الذي ترأس قضية UMNO، من قضايا الصلاحيات الاستئنافية والخاصة إلى الجرائم التجارية. ومع ذلك، نظرًا لأن قضية UMNO كانت قيد النظر بالفعل، فإن نقله لم يسري حتى إغلاق القضية. حكم هارون لاحقًا أنه وفقًا للأدلة المقدمة، كان من الواضح أن العديد من مندوبي UMNO جاءوا من فروع غير مسجلة للحزب. تمشيا مع القانون، أعلن أنه أُجبر على إعلان أن منظمة UMNO غير قانونية، وبالتالي رفض قضية المدعين. سرعان ما شكل مهاتير حزبا جديدا، UMNO Baru (New UMNO)، ليحل محل UMNO. في غضون عام، جرى إسقاط اللاحقة "Baru"، مما جعلها مجرد "UMNO".

## المشاركة السياسية
بعد فترة وجيزة من إقالته في عام 1988، مُنح صالح وسام "Darjah Kerabat Yang Amat Dihormati (Al-Yunusi) (DK)"، وهو أعلى وسام يمكن أن يمنحه سلطان كيلانتان.
تنافس صالح في الانتخابات العامة لعام 1995 لدائرة ليمبا بانتاي البرلمانية (وهي منطقة في كوالالمبور تضم حي بانجسار) عن حزب بارتي ملايو سيمانجات 46 (S46)، ولكنه لم يجري انتخابه.
في الانتخابات العامة لعام 1999، انتُخب صالح عضوًا في جمعية ولاية تيرينجانو عن دائرة جيرتيه عن الحزب الإسلامي الماليزي (PAS) الذي تمكن من تشكيل حكومة الولاية الجديدة وعين صالح كمستشار تنفيذي لولاية تيرينجانو. ومع ذلك، لم يترشح مرة أخرى في الانتخابات العامة لعام 2004 بسبب سوء حالته الصحية.

## التطورات اللاحقة
تنحى مهاتير محمد عن رئاسة الوزراء عام 2003 واختار عبد الله أحمد بدوي خلفًا له. في عام 2006، أصبحت ساءت العلاقة بين الاثنين حيث بدأ مهاتير ينتقد سياسات الأخير. وفي خلال هذه الفترة صدرت أولى الدعوات الجادة لإجراء مراجعة قضائية لأزمة عام 1988. وكان صالح عباس نفسه من بين أشد المدافعين عن المراجعة. لكن الإدارة رفضت الدعاوى. وقال وزير في دائرة رئيس الوزراء نازري عزيز، الذي كان آنذاك بحكم الواقع وزير العدل، إنه غير مقتنع بضرورة مراجعة القضية.
بعد الانتخابات العامة لعام 2008 التي شهدت خسائر فادحة لحزب الجبهة الوطنية، قام عبد الله بتعديل وزارته. في غضون أيام من تعيينه، صرح وزير العدل الجديد -بحكم الأمر الواقع- زيد إبراهيم أنه يتعين على الحكومة أن تعتذر علانية عن تعاملها مع الأزمة، واصفا إياها بأحد أهدافه الرئيسية الثلاثة: «في نظر العالم، أضعفت الأزمة القضائية نظامنا القضائي». لكنه رفض فكرة مراجعة القرار: «لا أقترح إعادة فتح القضية. أقول أنه من الواضح للجميع، للعالم، أن الإدارة السابقة قد ارتكبت تجاوزات خطيرة. وأعتقد أن رئيس الوزراء كبير بما يكفي ورجل بما يكفي ليقول إننا أخطأنا مع هؤلاء الأشخاص ونحن آسفون».
ورحب مجلس نقابة المحامين بالاقتراح. كما أعرب وزير التجارة الداخلية وشؤون المستهلك المعين حديثًا، شهرير عبد الصمد، عن دعمه: «لقد اعتذرت الحكومة عن أشياء أخرى كثيرة للشعب، مثل التدمير المبكر للمعابد وقضايا أخرى. فلماذا لا نعتذر لرئيس المحكمة السابق؟»

## وفاته
خلال جائحة كورونا-19، وفي 14 يناير 2021، أٌصيب صالح بمرض كورونا، ودخل إلى وحدة العناية المركزة (ICU) في مستشفى سلطانة نور زهيرة في ترينجانو.
بعد ثلاثة أيام، توفي صالح، عن عمر ناهز 91 عامًا، بسبب الالتهاب الرئوي الناجم عن كورونا في الساعة 3.20 صباحًا. وترك زوجته «توه بوان وان جنيدة وان جوسوه» وخمسة أبناء و 26 حفيدًا. دُفن طالح بجانب قبر زوجته الأولى «توه بوان أزيما محمد علي» في مقبرة الشيخ إبراهيم مسلم في جالان بوسارا، كوالا تيرينجانو.

## الأوسمة والتكريمات
- ماليزيا:
  - وسام رفيق المدافع عن المملكة (JMN) (1966)[24]
  -  وسام الولاء لتاج ماليزيا (PSM) - تان سري (1971)
  -  قائد وسام المدافع عن المملكة (PMN) - تان سري (1983)
  -  وسام الولاء الأكبر لتاج ماليزيا (SSM) - تون (1985)[25]
- كلنتن:
  -  وسام المحارب الأكثر تميزًا والأكثر شجاعة (PYGP)[26]
  -  وسام العائلة المالكة لكلانتان أو نجمة يونس (DK) (1988)[12]
- ترغكانو:
  -  وسام رفيق تاج تيرينجانو (SMT) (1963)
  -  وسام فارس قائد تاج تيرينجانو (DPMT) - داتو (1968)
  -  وسام فارس قائد كبير تاج تيرينجانو (SPMT) - داتو

## نتائج الانتخابات
| عام  | معارضة | معارضة                     | الأصوات | النسبة | حكومة | حكومة                    | الأصوات | النسبة | إجمالي الأصوات | أغلبية | تحول   |
| ---- | ------ | -------------------------- | ------- | ------ | ----- | ------------------------ | ------- | ------ | -------------- | ------ | ------ |
| 1995 |        | محمد صالح عباس (46- مسعود) | 10,058  | 29.60٪ |       | شهرزات عبد الجليل (UMNO) | 23447   | 68.99٪ | 33984          | 13.389 | 65.22٪ |

| عام  | حكومة | حكومة                                    | الأصوات | النسبة | معارضة                    | معارضة             | الأصوات | النسبة | إجمالي بأصوات | أغلبية | تحول   |
| ---- | ----- | ---------------------------------------- | ------- | ------ | ------------------------- | ------------------ | ------- | ------ | ------------- | ------ | ------ |
| 1999 |       | محمد صالح عباس (الحزب الإسلامي الماليزي) | 5,075   | 56.20٪ |                           | Idris Mamat (UMNO) | 3,611   | 39.99٪ | 9030          | 1,464  | 78.58٪ |
| 1999 |       | محمد صالح عباس (الحزب الإسلامي الماليزي) | 5,075   | 56.20٪ | وان محمد وان احمد (مستقل) | 66                 | 0.73٪   |        | 9030          | 1,464  | 78.58٪ |

## روابط خارجية
- May Day for Justice على موقع واي باك مشين (نسخة محفوظة 27 October 2009). A book by Tun Salleh Abas.